# Donato Creti
Donato Creti (Cremona, 24 de febrero de 1671 - Bolonia, 29 de enero de 1749) fue un pintor italiano, activo durante el barroco tardío. La Pinacoteca Nacional de Bolonia posee diversas obras de este artista, que se dedicó a la pintura de historia.

## Biografía
Llegó muy joven a Bolonia, ingresando en el taller de Lorenzo Pasinelli, discípulo a su vez de Simone Cantarini. En la escuela de Pasinelli absorbió el estilo neoveneciano de este maestro. La protección del conde Alessandro Fava le permitió estudiar los frescos ejecutados por Annibale Carracci y sus colaboradores en el palacio de su protector casi cien años antes. Por supuesto, también fue receptivo a la influencia de Guido Reni y sus seguidores más clasicistas, tradición que se hallaba fuertemente asentada en el ambiente pictórico boloñés.

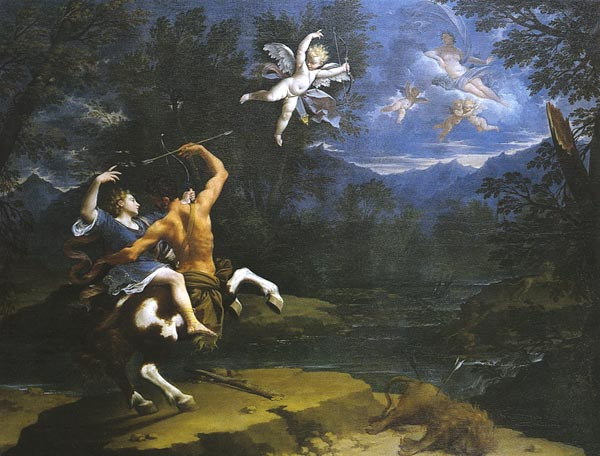
Educación de Aquiles por Quirón, Musei Civici d'Arte Antica, Bolonia.

Sus poéticas y personales obras son, junto a las de Marcantonio Franceschini, el último estertor de la gran escuela pictórica boloñesa, de hondo clasicismo. Trabajó casi siempre en Bolonia, dónde pintó diversos frescos decorativos, piezas de altar y pintura de caballete para coleccionistas particulares.
Su arte tiene dos características fundamentales, una finísima ejecución de mano y una capacidad de sugestión poética excepcional. Persiguió el ideal de belleza en sus figuras, que alcanzó sobre todo en sus pinturas bucólicas con pocos personajes. Sus obras tienen una gran viveza de colorido y un delicado acabado como de porcelana.

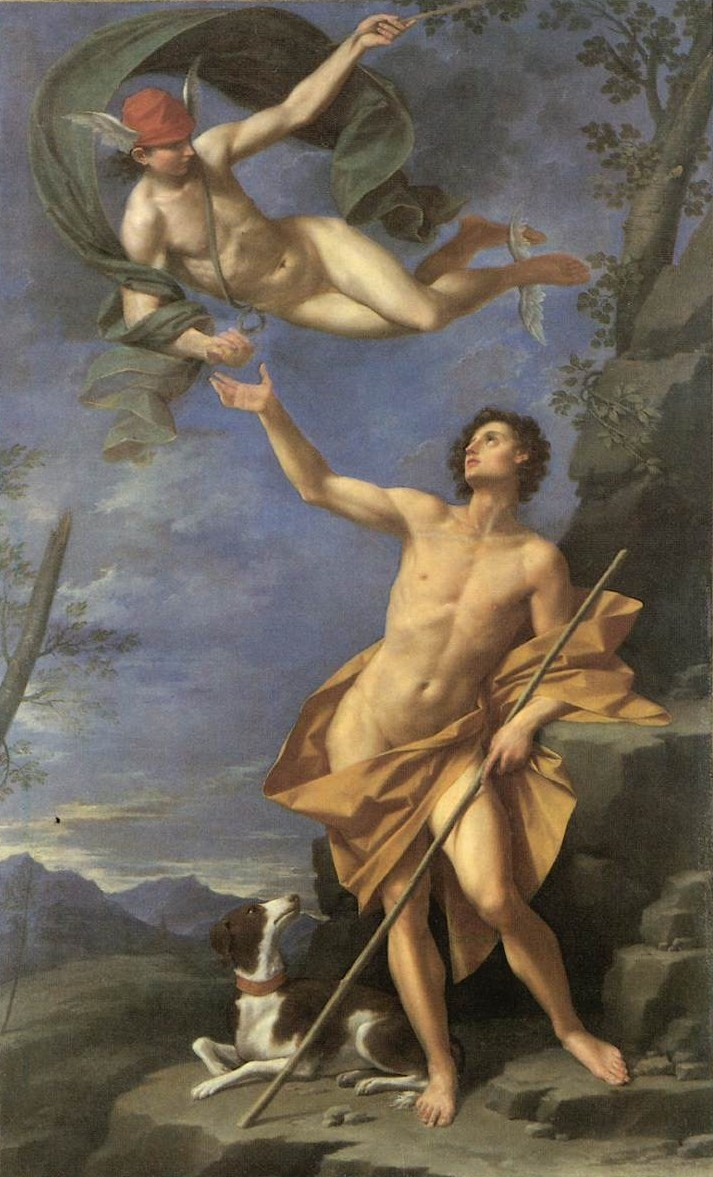
Mercurio y Paris, Palazzo Accursio, Bolonia.

Son notables sus pinturas de tema astronómico, que le fueron encargadas (1711) por el conde boloñés Luigi Marsili como regalo para el papa Clemente XI.
Fue un dibujante compulsivo, ya sea como paso previo para la preparación de obras más ambiciosas o bien por pura autosatisfacción artística.
Creti fue uno de los fundadores de la boloñesa Accademia Clementina (1709), de la que llegó a ser príncipe en 1728.

## Obras
- Cleopatra en el Blanton Museum.
- Alejandro amenazado por su padre] (enlace roto disponible en Internet Archive; véase el historial, la primera versión y la última). en la National Gallery of Art en Washington D. C.
- Retrato de muchacho (c. 1700, Musée de Beaux-Arts, Tours)
- Gloria de San Antonio de Padua (1710, Museo del Louvre, París)
- Gloria de San Bernardino de Siena (1710, Museo del Louvre, París)
- Aquiles es sumergido en la Estigia (1710, Pinacoteca Nacional de Bolonia)
- Visitación (1710-20, Pinacoteca nacional de Bolonia)
- Observaciones Astronómicas (Pinacoteca Vaticana, 1711)
  - El Sol
  - La Luna
  - Júpiter

- - Saturno
  - Venus
  - Marte
  - Mercurio
  - El Cometa

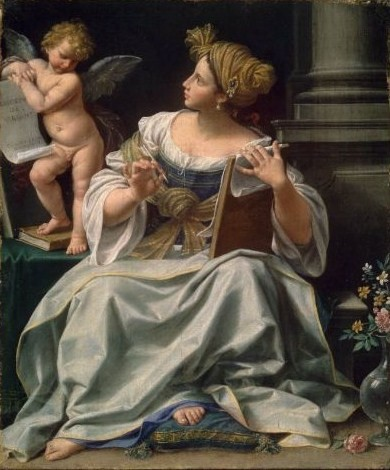
Sibila de Cumas.

- Baile de las ninfas (1724, National Gallery of Australia, Canberra)
- Tumba alegórica del Duque de Marlborough (1729, Pinacoteca Nacional de Bolonia), junto a Carlo Basoli y Nunzio Ferrajoli.
- Tumba alegórica de Boyle, Locke y Sydenham (1729, Pinacoteca Nacional de Bolonia), idem. anterior.
- Sibila de Cumas (c. 1730, Museum of Fine Arts, Boston)
- Paris y Mercurio (1745, Palazzo Accursio, Bolonia)
- Educación de Aquiles por Quirón (1714, Pinacoteca Nacional de Bolonia)
- Caridad (1745, Palazzo Accursio, Bolonia)

## Pinturas astronómicas (1711)

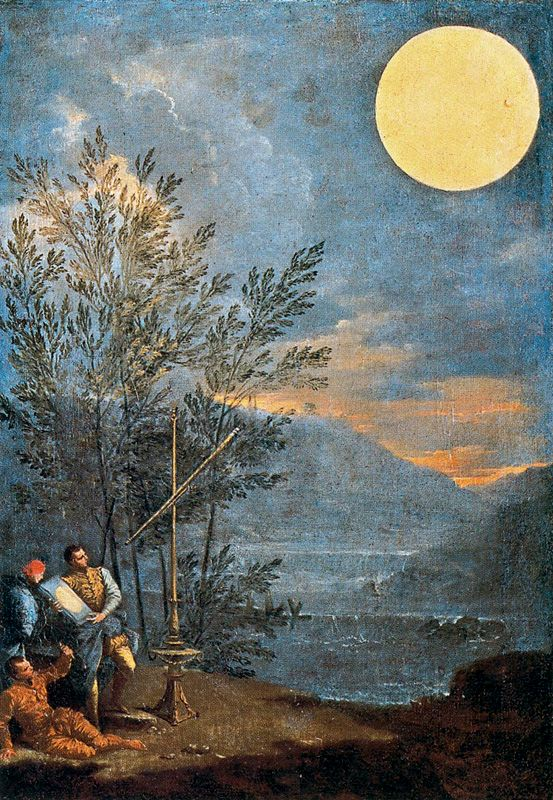
El Sol
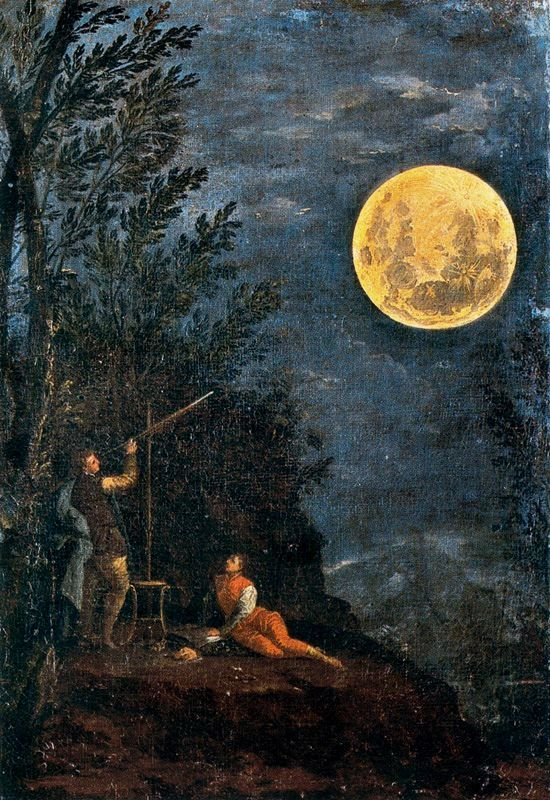
La Luna
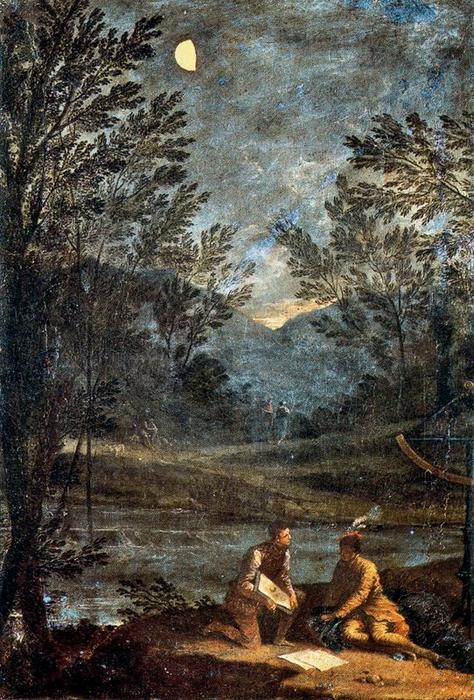
Mercurio
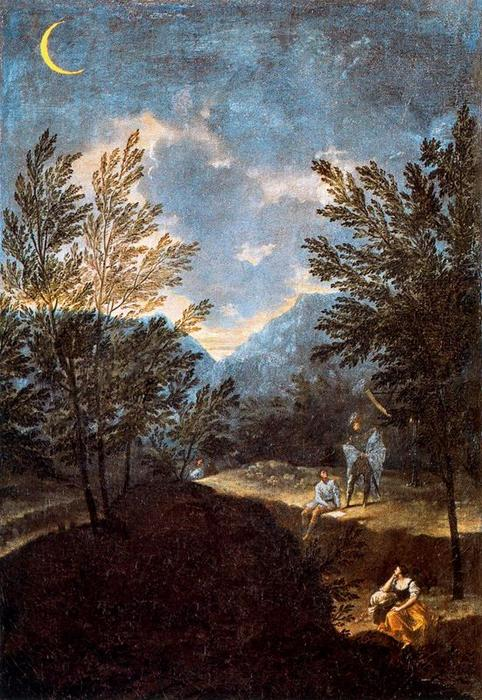
Venus

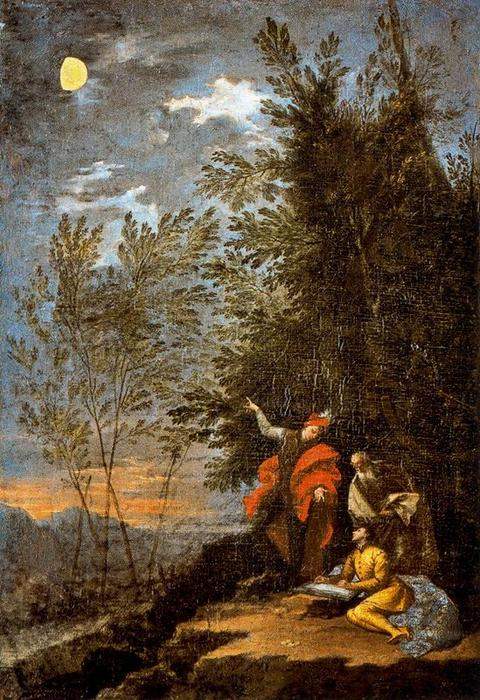
Marte
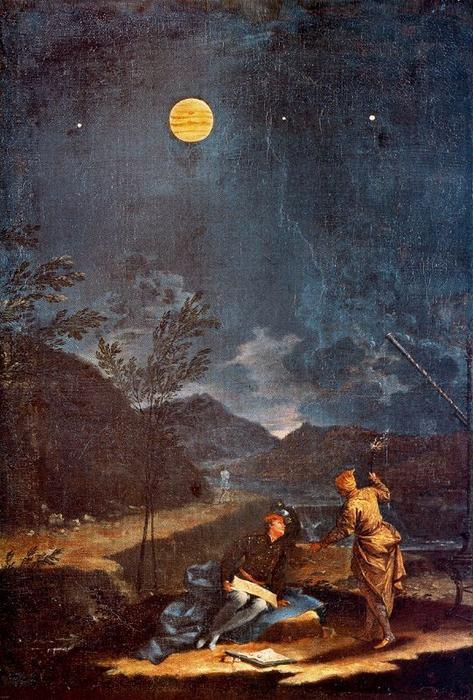
Júpiter
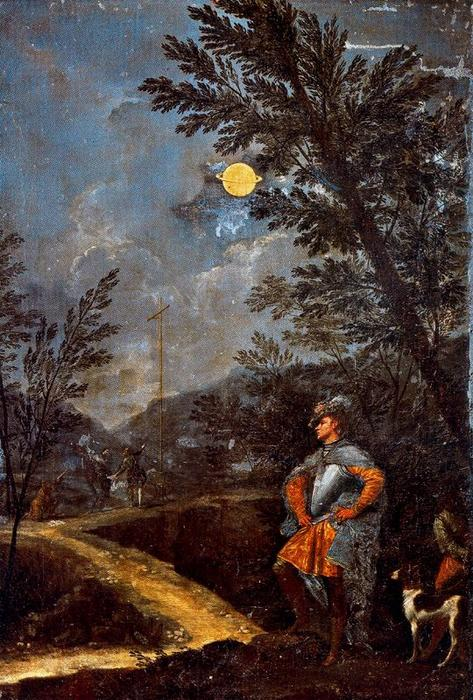
Saturno
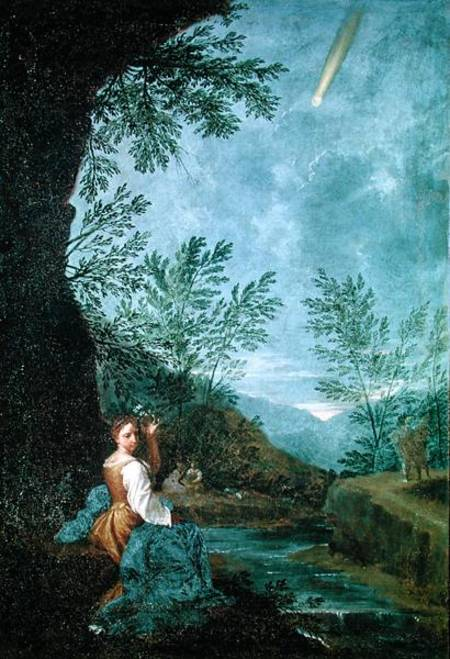
Un cometa